# DJ IZOH
DJ IZOH（DJ 威蔵）（ディージェイ・イゾー）は、日本のDJである。埼玉県越谷市出身。
14歳の時に観たテレビ番組に触発され、15歳からDJを始める。
2000年から、毎年6,000人規模の観衆を集める世界最大のDJバトルイベント「DMC World Final」予選大会へ出場する。
DMC世界大会では2005年シングル部門第3位、そして2011年シングル部門第2位という輝かしい戦歴を持ち、2012年にシングル部門でチャンピオンを獲得する。日本人としては2002年のDj KENTARO以来、10年振り2人目の快挙となる。

## 功績
Technicsがターンテーブルの製造を中止し、DMCの公式スポンサーを降りる。その影響を受け2012年のDMC日本大会は開催されなかった。
しかしDJ IZOHはDMC本部に掛け合い、2011年に世界2位だった成績から特別出場枠であるRunnerUp（前年大会優勝者がディフェンディングを表明しない場合に次点者に与えられる出場権）の利用が認められた。ところがRunnerUpには渡航費や滞在費などのサポートが付かない。そのためスポンサーを自ら探し、アパレルブランドのLAFAYETTE/PRIVILEGEの提供を受けDMC世界大会に出場。逆境の中で優勝した。
DJ IZOHが世界チャンピオンを獲得したことによりDMC日本大会は翌年から復活し開催されるようになった。

## 人柄・逸話
- 当初はヒップホップのみの選曲であったが、近年ではヒップホップを中心にドラムンベースやトラップなども取り入れる。
- 英語圏では「アイゾー」と誤発音を受けることが多い。盟友であるTARO SOULとのユニットSUPERSONICSの楽曲「The Champ Is Here」では「DJ イゾー、Not DJ アイゾー」という歌詞がある。
- DJネームの由来は幕末四大人斬りの一人だった岡田以蔵からである。
- 2007年、「WMC DJ Spin-off WORLD」では、自身の主軸となるスタイルであるビートジャグリング＋スクラッチ部門ではなくクラブミックス部門に誤ってエントリーをしてしまう。イベント開演中にそれが判明し、交渉の末なんとか変更してもらうが、5分で組んでいたルーティンを3分に短縮させなければならなかった。頭の中だけでルーティンを組み換え、一度もリハーサルを行うことなく本番に臨み、優勝した。
- 博多HIGH STRUT MONSTERにて、2011年の「DMC WORLD FINAL」で2枚使いをした入手困難な思い入れのあるレコードの上に、スタッフの不注意で照明が落ちてしまい1枚が割れてしまった。DJ IZOHはスタッフを責めず「いつもたくさんお世話になっているお礼」として割れていない方のレコードにサインをして店に置いた。
- 攻撃的なプレイスタイルから好戦的・高圧的な人物と誤解されるが、実際は温厚な落ち着いた人柄である。
- 釣りと筋トレ、テレビゲームの『マインクラフト』が趣味である。
- やおきんの菓子キャベツ太郎が好物。
- AB型、身長176cm。
- 空手は黒帯。
- 全身をアパレルブランドがスポンサードしている。ニューエラ・キャップ・カンパニー、Lafayette、WOODLUM、マジェスティック・アスレティック、MAKAVELIC、interbreed、SUPRA、他。

## 戦歴
- 2012年 DMC WORLD FINAL CHAMPION
- 2012年 DMC JAPAN FINAL CHAMPION
- 2011年 DMC WORLD FINAL 2ND PLACE
- 2011年 DMC JAPAN FINAL CHAMPION
- 2008年 DMC JAPAN FINAL 3RD PLACE
- 2007年 WMC DJ Spin-off WORLD CHAMPION
- 2005年 DMC WORLD FINAL 3RD PLACE
- 2005年 DMC JAPAN FINAL CHAMPION
- 2003年 DMC WORLD FINAL BATTLE FOR SUPREMACY BEST 8
- 2003年 DMC JAPAN FINAL BATTLE FOR SUPREMACY CHAMPION
- 2002年 BRIDGE DJ BATTLE CHAMPION
- 2001年 TEENS DJ CHAMPION SHIP 2ND PLACE

## ディスコグラフィー

### アルバム
- SUPERSONICS 「SCRATCH YOUR WORLD」（2014年3月5日）

1. INTRO
2. SUPER SONICS
3. SCRATCH YOUR WORLD
4. 希望のうた
5. Heating System
6. Movie Star feat. SWAY
7. The Champ Is Here
8. N.O.B.O.S.E. feat. Natural Radio Station
9. Skit
10. Sonic Boom
11. アポシナ feat. KEN THE 390
12. この瞬間が続きますように
13. アイツ
14. SUPER SONICS (IZOHmental)
15. Promise
16. Freshest Kids feat. DAG FORCE

### MIX CD
- SUPERSONICS「SUPER SONICS THE MIXTAPE VOL. 3」（2013年10月18日）
- DJ IZOH＆DJ SHIFTEE「DIVISON CHAMPS MIXTAPE」（2013年8月10日）
- ANARCHY＆DJ IZOH「60 Minutes of ANARCHY」（2013年6月13日）
- SUPERSONICS「SUPER SONICS THE MIXTAPE Vol. 2」（2012年6月14日）
- SUPERSONICS「SUPER SONICS THE MIXTAPE VOL.1」（2012年4月12日）
- DJ IZOH「NEW WORLD ORDER」（2010年12月17日）
- DJ IZOH「Hell On Turntable」（2010年2月26日）
- DJ IZOH「FORCE OF VINYL VOL.3 ～JUST CHILLN' WITH TURNTABLE～」（2008年12月27日）
- DJ IZOH＆DJ blu「the invincible collaboration vol.1」（2008年5月7日）
- DJ IZOH「FORCE OF VINYL」（2008年1月25日）
- DJ IZOH「STORY VOL.2」（2007年11月30日）
- DJ IZOH「STORY」（2006年9月14日）

### バトルブレイクス
- 「極楽 GOKURAKU」（2007年 8月28日）

2005年のDMC WORLD FINALのスクラッチルーティンで使用したオリジナルトラックを収録。
1. トーン1（笙 [しょう]）
2. トーン2 (篳篥 [ひちりき])
3. トーン3 (ホーミー)
4. トーン4 (ホーミー）
5. スキップレス1 (Aaah+尺八)
6. スキップレス2 (声+小鼓）
7. ループ1（尺八）
8. ループ2（尺八)
9. Beat（浪人）
10. スクラッチ溝1（和楽器+声）
11. スキップレス1 (和太鼓)
12. ループ1 (和太鼓）
13. スキップレス2 (和太鼓）
14. スキップレス3（和太鼓）
15. ループ（和太鼓）
16. Beat (輪廻天昇）
17. スクラッチ溝2 (和楽器、ブレイク、声、SE)
18. スキップレス4（和太鼓）
19. スキップレス5（拍子木+和太鼓）
20. スキップレス6（声1）
21. スキップレス7（声2）
22. スクラッチ溝（琴）

### 参加作品

#### トリビュートアルバム
- 「デトロイト・メタル・シティ トリビュートアルバム〜生贄メタルMIX〜」（2008年3月28日）

9.平成維新（地獄行きRemix メタル Ver.）／キングギドラにて、サビのスクラッチ部分を担当。

## 出演

### 映画
- バックダンサーズ!（2006年）DJ役

### ネット配信
- HIPHOPチャンネル（abemaTV）木曜19時〜22時レギュラー出演。（2017年）

### CM
- AWA（2016年）